# Xanadu 2.0
För andra betydelser av ordet Xanadu, se Xanadu (olika betydelser).

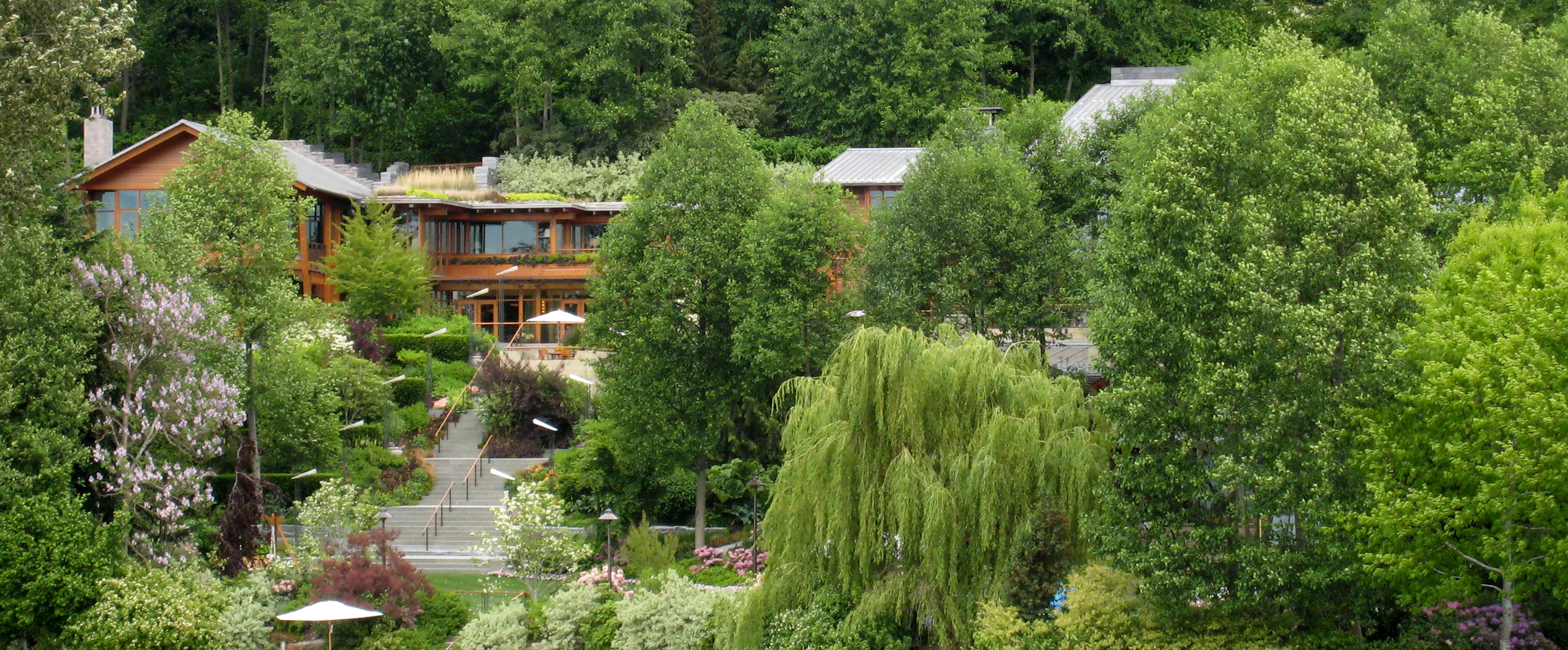
Bill Gates hus

Xanadu 2.0  är den fastighet i Medina utanför Seattle i delstaten Washington, USA där datapionjären Bill Gates bor. Namnet anspelar[källa behövs] på Xanadu som var en förverkligad vision som visade hur ett eventuellt framtida boende skulle kunna tänkas se ut. Både Xanadu och Xanadu 2.0 använder sig av datorer för att hantera kommunikation med mera. Den ursprungliga versionen är numera riven.
Huset är mycket avancerat. Som exempel anpassar sig temperaturen samt konstverken efter önskemål från den person som är i rummet. Huset är värderat till cirka 125 miljoner dollar.